# Atrichornis
Atrichornis is een geslacht van vogels uit de familie Atrichornithidae (doornkruipers). Het geslacht telt twee soorten.

## Soorten
- Atrichornis clamosus – Grote doornkruiper
- Atrichornis rufescens – Rosse doornkruiper